# Kulskruv

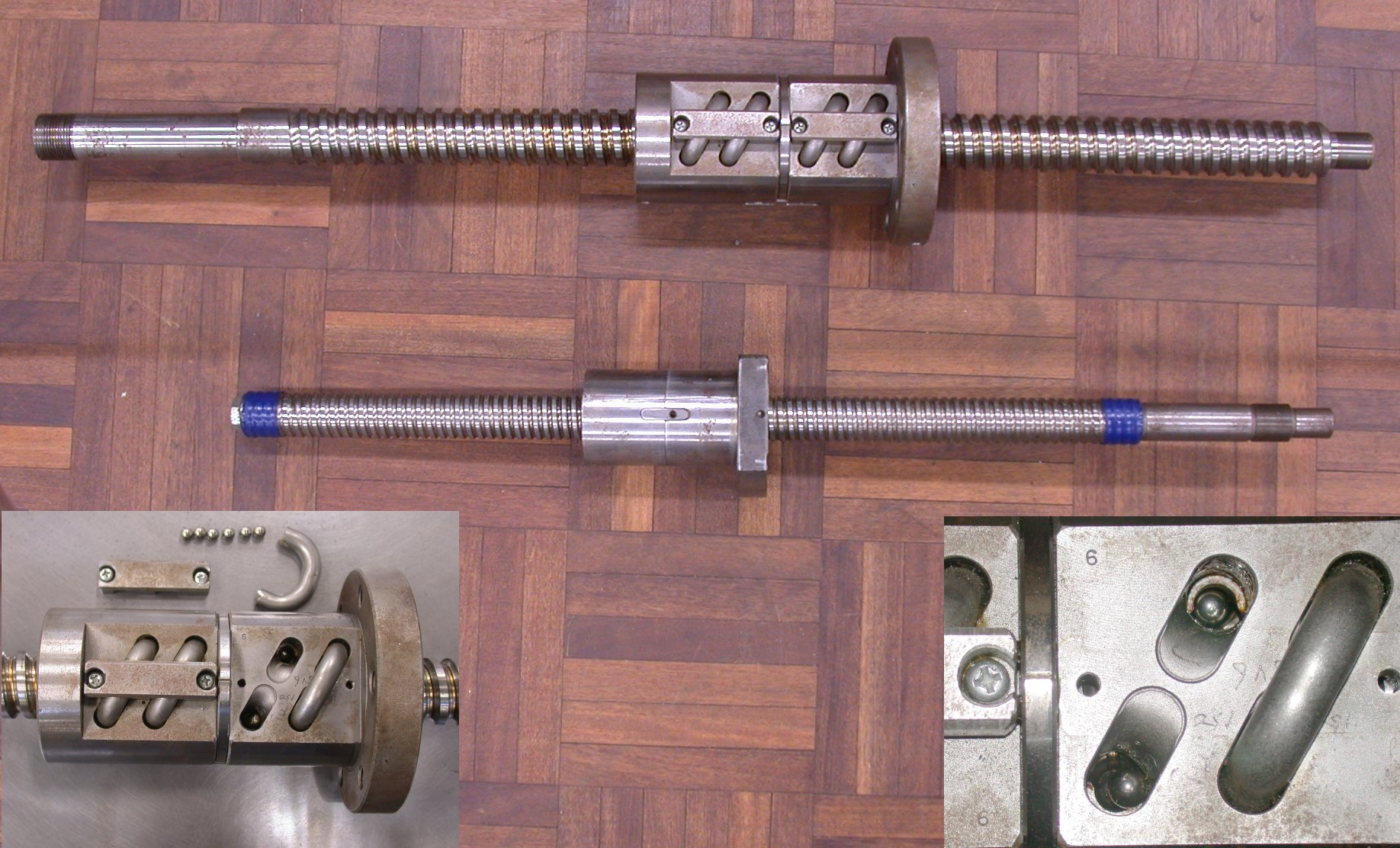
Kulskruv

Kulskruv (även kallad kulmutter med spindel), en kulskruv fungerar enligt samma princip som en mutter monterad på en gängstång. Snurrar man på gängstången samtidigt som man håller i muttern kommer denna att förflytta sig i gängstavens förlängning. Då gängstaven är fast monterad och muttern kan löpa fritt i höjdled utan att rotera kan rörelsen och funktionen liknas med en hydraulcylinder om man fäster apparatur på muttern. Vill man förflytta någonting i någon ledd utan att använda hydraulik, och samtidigt uppnå mycket god precision är kulskruven ett bra alternativ. 
Till skillnad från en mutter monterad på en gängstav är friktionen mellan gänga och mutter nära 0,2% vilket är avsevärt lägre. Detta uppnås genom ett kullager mellan mutter och gänga. Detta sker genom att kulor av samma sort som i kullager matas in mellan mutterns och gängstavens gänga. En matarbana ser till att kulorna som "trillar ut" bakom muttern matas in framför muttern igen. På så sätt bibehålls ett lager kulor mellan mutter och gänga. 

## Exempel på användningsområde
Främst används kulskruvar till verktygsmaskiner, såsom fräsar och svarvar. Detta för att kulskruvarna oftast har en mycket exakt stigning (rörelse per varv) samt att de är glappfria. 
Styrväxeln på vissa bilar innehåller en kulskruv.
Flygplan brukar vara utrustade med kulskruvar för att justera rodren.
Aktuatorer av högre kvalitet förses ofta med kulskruvar eftersom låg friktion gör att mindre motorer kan användas.
Vissa mindre hissar är utrustade med kulskruv för att lyfta hissen upp och ned i hisschaktet.
Annars är kulskruvar väldigt ovanliga i vanliga konsumentprodukter, detta beror på det höga priset.
Vanliga matarskruvar kan göras glappfria och exakta, men det sker då på en bekostnad av ökad friktion.